# Rafael Tavares
Rafael Tavares dos Santos, noto semplicemente come Rafael Tavares (Porto Seguro, 26 giugno 2000), è un calciatore brasiliano, attaccante del Gloria Bistrița.

## Carriera
Cresciuto nel settore giovanile del Capivariano, nell'agosto del 2018 viene ceduto in prestito agli slovacchi dello Spartak Trnava. Inizialmente aggregato alle giovanili, successivamente viene promosso in prima squadra, e il 23 febbraio 2019 ha esordito nella massima serie slovacca, nell'incontro vinto per 3-1 contro il DAC Dunajská Streda, subentrando nei minuti finali a David Depetris.

## Statistiche

### Presenze e reti nei club
Statistiche aggiornate al 23 agosto 2021.
| Stagione              | Squadra               | Campionato            | Campionato | Campionato | Coppe nazionali | Coppe nazionali | Coppe nazionali | Coppe continentali | Coppe continentali | Coppe continentali | Altre coppe | Altre coppe | Altre coppe | Totale | Totale |
| Stagione              | Squadra               | Comp                  | Pres       | Reti       | Comp            | Pres            | Reti            | Comp               | Pres               | Reti               | Comp        | Pres        | Reti        | Pres   | Reti   |
| --------------------- | --------------------- | --------------------- | ---------- | ---------- | --------------- | --------------- | --------------- | ------------------ | ------------------ | ------------------ | ----------- | ----------- | ----------- | ------ | ------ |
| gen.-mag. 2019        | Spartak Trnava        | SL                    | 9          | 0          | CS              | 1               | 0               |                    | -                  | -                  |             | -           | -           | 10     | 0      |
| 2019-2020             | Spartak Trnava        | SL                    | 22         | 2          | CS              | 3               | 1               | UEL                | 4                  | 1                  |             | -           | -           | 29     | 4      |
| Totale Spartak Trnava | Totale Spartak Trnava | Totale Spartak Trnava | 31         | 2          |                 | 4               | 1               |                    | 4                  | 1                  |             | -           | -           | 39     | 4      |
| 2020-2021             | Karviná               | 1L                    | 17         | 3          | CRC             | 0               | 0               |                    | -                  | -                  |             | -           | -           | 17     | 3      |
| 2021-2022             | Karviná               | 1L                    | 4          | 0          | CRC             | 0               | 0               |                    | -                  | -                  |             | -           | -           | 4      | 0      |
| Totale Karviná        | Totale Karviná        | Totale Karviná        | 21         | 3          |                 | 0               | 0               |                    | -                  | -                  |             | -           | -           | 21     | 3      |
| Totale carriera       | Totale carriera       | Totale carriera       | 52         | 5          |                 | 4               | 1               |                    | 4                  | 1                  |             | -           | -           | 60     | 7      |

## Palmarès

### Club

#### Competizioni nazionali
- Coppa di Slovacchia: 1

Spartak Trnava: 2018-2019